# Нарва (притока Вісли)
На́рва (або На́рев від пол. Narew, біл. Нараў) — річка в Білорусі та Польщі. Права притока Вісли (басейн Балтійського моря).

## Опис
Довжина — 484 км, сточище (водозбірний басейн) — 75 200 км². Долина в багатьох місцях заболочена.
На річці є водосховище — Зеґжинське озеро.

## Міста на річці
- Ломжа,
- Остроленка,
- Пултуськ,
- Модлін.

## Основні притоки
- Ліві:
  - Західний Буг,
  - Наревка
- Праві:
  - Вкра.

## Гідрографічна інверсія
- У 1962 році в польській гідрографічній науці змінився порядок річки Нарви (вона з притоки 2-го порядку Вісли перетворилася на притоку 1-го порядку). До цього Нарву вважали за притоку Західного Бугу, після — навпаки[1]. Через це в Західного Бугу, що став за притоку Нарви, дуже зменшилася площа басейну — 39 420 км² (до цього вона була прийнятою 73 470 км²).

## Етнографія
Верхня течія річки до села Страбля належить до української етнічної території, а сама річка вважається білорусько-українською етнічною межею — попри наявність групи українських сіл (Війшки, Риболи, Павли, Стрільці (Давидовичі), Саці, Тростянка й Одринки) на північ від річки.

## Виноски
1. ↑  Розпорядження № 119 голови Ради міністрів Польської Народної Республіки від 27.12.1962 про зміну й усталення назв деяких місцевостей і фізіографічних об'єктів. «Monitor Polski», 1963, № 3, пункт 6. Архів оригіналу за 22 березня 2014. Процитовано 31 серпня 2011.
2. ↑  Юрій Гаврилюк. Підляшшя Північне і Південне: штрихи до «портрету» українства. Архів оригіналу за 3 листопада 2018. Процитовано 24 серпня 2020.